# Jana Fett
Jana Fett (* 2. November 1996 in Zagreb) ist eine kroatische Tennisspielerin.

## Karriere
Fett wird von dem ehemaligen kroatischen Top-20-Spieler Goran Prpić trainiert und spielt am liebsten auf Hartplatz. Sie spielt vor allem auf der ITF Women’s World Tennis Tour, auf der sie bislang neun Turniere im Einzel und fünf im Doppel gewinnen konnte. Der bislang größte Erfolg gelang ihr mit dem Gewinn des 75.000-US$-Turniers von Toyota, der Dunlop Srixon World Challenge 2015, bei dem sie im Finale die Thailänderin Luksika Kumkhum in drei Sätzen 6:4, 4:6 und 6:4 besiegen konnte.
Ihr erstes Turnier auf der WTA Tour bestritt sie bei den BGL BNP Paribas Luxembourg Open 2015, wo sie in der Qualifikation in der ersten Runde knapp in drei Sätzen verlor.
Im Jahr 2019 spielte Fett erstmals für die kroatische Fed-Cup-Mannschaft; ihre Fed-Cup-Bilanz weist bislang 2 Siege bei 6 Niederlagen aus.

## Turniersiege

### Einzel
| Nr. | Datum             | Turnier      | Kategorie   | Belag             | Finalgegnerin             | Ergebnis       |
| --- | ----------------- | ------------ | ----------- | ----------------- | ------------------------- | -------------- |
| 1.  | 25. August 2014   | Ostrava      | ITF $10.000 | Sand              | Lenka Kunčíková           | 6:4, 6:3       |
| 2.  | 27. Dezember 2014 | Istanbul     | ITF $10.000 | Hartplatz (Halle) | Olha Jantschuk            | 6:2, 6:4       |
| 3.  | 6. April 2015     | Dijon        | ITF $15.000 | Hartplatz (Halle) | Marianna Sakarljuk        | 6:3, 6:4       |
| 4.  | 2. November 2015  | Loughborough | ITF $15.000 | Hartplatz (Halle) | Cristiana Ferrando        | 6:2, 6:1       |
| 5.  | 23. November 2015 | Toyota       | ITF $75.000 | Teppich (Halle)   | Luksika Kumkhum           | 6:4, 4:6, 6:4  |
| 6.  | 6. November 2022  | Trnava       | ITF W25     | Hartplatz (Halle) | Natália Szabanin          | 6:3, 6:2       |
| 7.  | 27. August 2023   | Vigo         | ITF W25     | Hartplatz         | Lesley Pattinama Kerkhove | 6:75, 6:3, 6:1 |
| 8.  | 7. April 2024     | Split        | ITF W75     | Sand              | İpek Öz                   | 6:0, 6:4       |
| 9.  | 28. April 2024    | Oeiras       | ITF W100    | Sand              | Panna Udvardy             | 6:0, 6:2       |

### Doppel
| Nr. | Datum             | Turnier             | Kategorie   | Belag             | Partnerin             | Finalgegnerinnen                    | Ergebnis           |
| --- | ----------------- | ------------------- | ----------- | ----------------- | --------------------- | ----------------------------------- | ------------------ |
| 1.  | 31. März 2014     | Scharm asch-Schaich | ITF $10.000 | Hartplatz         | Oleksandra Korashvili | Ola Abou Zekry Mayar Sherif         | 6:4, 7:5           |
| 2.  | 18. August 2014   | Vinkovci            | ITF $10.000 | Sand              | Adrijana Lekaj        | Lilla Barzó Ágnes Bukta             | 6:3, 7:5           |
| 3.  | 26. Dezember 2014 | Istanbul            | ITF $10.000 | Hartplatz (Halle) | Adrijana Lekaj        | Ayla Aksu İpek Soylu                | 6:3, 6:4           |
| 4.  | 22. Oktober 2016  | Hamamatsu           | ITF $25.000 | Teppich           | Ayaka Okuno           | Hsu Chieh-yu Justyna Jegiołka       | 4:6, 7:65, [12:10] |
| 5.  | 11. Mai 2019      | Monzón              | ITF W25     | Hartplatz         | Dalma Gálfi           | Despina Papamichail Nina Stojanović | 7:62, 6:2          |

## Abschneiden bei Grand-Slam-Turnieren

### Einzel
| Turnier         | 2016 | 2017 | 2018 | 2019 | 2020 | 2021 | 2022 | 2023 | 2024 | 2025 | Karriere |
| --------------- | ---- | ---- | ---- | ---- | ---- | ---- | ---- | ---- | ---- | ---- | -------- |
| Australian Open | Q2   | —    | 2    | Q1   | —    | Q2   | Q2   | —    | Q1   | 1    | 2        |
| French Open     | —    | Q2   | Q1   | —    | Q1   | Q2   | Q1   | —    | 2    | Q2   | 2        |
| Wimbledon       | —    | Q3   | 1    | —    |      | Q2   | 1    | —    | Q1   | Q3   | 1        |
| US Open         | —    | Q3   | Q3   | —    | —    | Q1   | —    | —    | Q1   |      | —        |

Zeichenerklärung: S = Turniersieg; F, HF, VF, AF = Einzug ins Finale / Halbfinale / Viertelfinale / Achtelfinale; 1, 2, 3 = Ausscheiden in der 1. / 2. / 3. Hauptrunde; Q1, Q2, Q3 = Ausscheiden in der 1. / 2. / 3. Qualifikationsrunde; nicht ausgetragen